# Lampadena pontifex
Lampadena pontifex és una espècie de peix de la família dels mictòfids i de l'ordre dels mictofiformes.
Els adults poden assolir 11 cm de longitud total. És un peix marí i d'aigües profundes que viu entre 0-750 m de fondària i que es troba a l'Atlàntic oriental.